# ボルゴ・マッジョーレ
ボルゴ・マッジョーレ（イタリア語: Borgo Maggiore）は、サンマリノのカステッロ（基礎自治体）のひとつ。ティターノ山のふもとに位置する。人口は5992人（2003年末）。ドガーナに次ぐサンマリノ第二の町である。

## 地理
セラヴァッレ、ドマニャーノ、ファエターノ、フィオレンティーノ、サンマリノ市、アックアヴィーヴァの各カステッロおよびイタリアのヴェルッキオと隣接する。

## 歴史
この辺りはかつてMercatale（市場）と呼ばれていた。それゆえ、いまでもサンマリノ最大の市場町として機能している。人口こそドガーナにおよばぬものの、経済規模とサンマリノ市とのアクセスのよさがボルゴ・マッジョーレを都会的なショッピング街にしている。

## 教区
下記の6つの教区がある。
- Cà Melone
- Cà Rigo
- Cailungo
- San Giovanni sotto le Penne
- Valdragone
- Ventoso

## 名所
- 大広場 (Piazza Grande)
- 国内唯一のヘリポート
- 国内唯一のマクドナルド

## ゆかりの人物
- マヌエル・ポジャーリ（1983年 - ） 元オートバイレーサー